# Silz, Mecklenburg-Vorpommern
Silz är en kommun och ort i Landkreis Mecklenburgische Seenplatte i förbundslandet Mecklenburg-Vorpommern i Tyskland.
Kommunen ingår i kommunalförbundet Amt Malchow tillsammans med kommunerna Alt Schwerin, Fünfseen, Göhren-Lebbin, Malchow, Nossentiner Hütte, Penkow, Walow och Zislow.